# Republica Río Grande
Republica Rio Grande, conform originalului din spaniolă, República del Río Grande, (sau [The] Republic of the Rio Grande, în engleză) a fost un stat efemer, care a existat în America de Nord între Republic of Texas și Mexic, între 17 ianuarie și 6 noiembrie 1840.

## Privire generală
După aproximativ două decenii de zbucium intern, Mexicul a câștigat independenţa față de Regatul Spaniei în 1821. După o încercare nereușită de a crea o monarhie, Mexic a adoptat o nouă constituție, cea din 1824. Această constituție declara existența [los] Estados Unidos Mexicanos, sau "Statele Unite ale Mexicului," entitate statală de tip republică, organizată sub forma unei republici federale, similară și inspirată din organizarea Statelor Unite ale Americii ca o republică federală.
În 1833 generalul Santa Anna a fost ales pentru primul său mandat ca întâiul preşedinte al Mexicului. La data alegerii, Santa Anna s-a declarat în favoarea unei republici de tip federal. Oricum, după ce unii dintre membrii guvernului i-au nemulțumit pe aliații politici ai președintelui ales, prin încercarea de a stârpi corupția, Santa Anna a decis că guvern centralizat va fi mai ușor de menținut sub control. Ca atare, Santa Anna a suspendat constituția, a dizolvat Congresul și s-a autoproclamat centrul puterii în Mexic.
Imediat Mexic a devenit o dictatură. Ca o consecință imediată, Republica Rio Grande a anunțat seccesiunea sa din Mexic pentru a conserva drepturile individuale ale statelor pe care forma de guvernare de tip republică federală a promulgat-o. Invocând motive absolut similare, [The] Republic of Texas și [the] Republic of Yucatán au secesionat de asemenea din Mexic.

## Declarația de independență
În ziua de 17 ianuarie 1840, o adunare constituțională a fost ținută la Oreveña Ranch, în apropierea localității Laredo. Adunarea a decis ca statele Mexicului de atunci, Coahuila, Nuevo León și Tamaulipas să se retragă din Estados Unitos Mexicanos pentru a forma propria lor republică federală având capitala la Laredo.

Republica Rio Grande a existat pentru scurt timp în America de Nord între Republic Texas și Mexico, între 17 ianuarie și 6 noiembrie 1840.

Oficiali guvernului republicii fuseseră aleși în cadrul convenției constituționale, care avusese loc anterior. Aceștia au fost,
- Jesús de Cárdenas, președinte,
- Antonio Canales Rosillo, comandant suprem al armatei,
- Juan Nepomuceno Molano, reprezentant în consiliu pentru Tamaulipas,
- Francisco Vidaurri y Villaseñor, reprezentant în consiliu pentru Coahuila,
- Manuel María de Llano, reprezentant în consiliu pentru Nuevo León și
- José María Jesús Carbajal, secretarul consiliului.

## O republică nerealizată
In November, representatives of Generals Canales and Arista met to discuss the war. During this meeting, the Mexican government offered General Canales the position of brigadier general in the Mexican army in exchange for his abandoning the cause of the Republic of the Rio Grande. General Canales accepted the offer on November 6.  Upon this event, the Republic of the Rio Grande failed.

## Republica Rio Grande astăzi
Remnants of the republic's effect can be seen in:
- Zapata County, Texas, as well as the city of Zapata are named in honor of Republic of the Rio Grande cavalry commander, Colonel Jose Antonio de Zapata.
- Republic of the Rio Grande Capitol Building Museum is located in Laredo, Texas.
- In addition to the six flags, the Laredo Morning Times newspaper adds a seventh flag to its banner: the flag for the Republic of the Rio Grande.